# Rudi Ogrissek

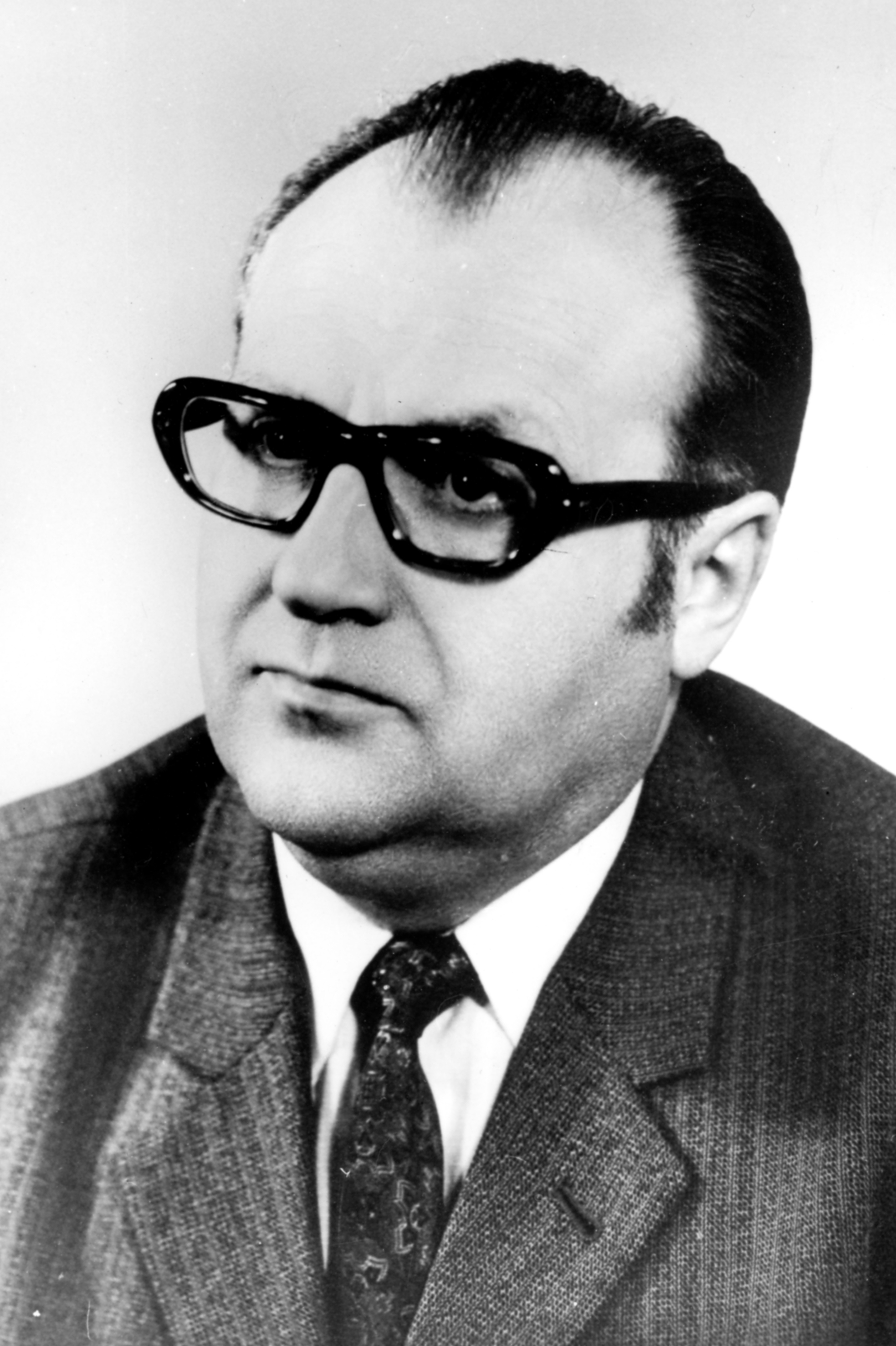
Rudi Ogrissek 1970, Portrait

Rudi Heinz Ogrissek (* 4. September 1926 in Groß Döbern; † 27. September 1999 in Dresden) war ein deutscher Kartograf, Geodät und Historiker.

## Leben
Nach dem Abschluss der Mittelschule in Görlitz leistete Rudi Ogrissek ab 1943 Arbeits- und Kriegsdienst, wurde nach Belgien verlegt und geriet dort in britische Kriegsgefangenschaft. Im Jahre 1946 begann er eine Lehre als Vermessungstechniker beim Vermessungsbüro R. Menzel in Görlitz, die er 1951 abschloss. Anschließend arbeitete er bis 1952 als Vermessungstechniker beim Kreisvermessungsamt Niesky und war daraufhin bis 1953 stellvertretender Arbeitsgruppenleiter beim Vermessungsdienst Sachsen in Dresden.
Sein Abitur legte Rudi Ogrissek 1953 an der Arbeiter-und-Bauern-Fakultät (ABF) der Karl-Marx-Universität Leipzig ab und begann hier anschließend ein Studium der Geschichte und Geographie unter dem prägenden Einfluss von Professor Edgar Lehmann an der Philosophischen Fakultät. Ab 1957 arbeitete er als Kartenredakteur und ab 1959 als Abteilungsleiter beim VEB Bibliographisches Institut Leipzig. Vom 1. Oktober 1962 bis zum 31. August 1972 war Rudi Ogrissek leitender Kartenredakteur beziehungsweise später stellvertretender Chefredakteur beim VEB Hermann Haack, Geographisch-Kartographische Anstalt Gotha/Leipzig.
1959 promovierte er mit dem Thema „Siedlungsform und Sozialstruktur agrarischer Siedlungen in der Ostoberlausitz seit dem 16. Jahrhundert“ an der Universität Leipzig und habilitierte 1969 ebendort zum Thema „Grundlagen optimaler Gestaltung von Wirtschaftsgeschichtskarten als Wissensspeicher für Geschichtswissenschaft und historische Geographie“. Im Jahre 1971 wurde er Lehrbeauftragter für Kartografie an der Technischen Universität Dresden und erhielt 1972 die Facultas Docendi für das Fachgebiet Thematische Kartografie. Vom 1. September 1972 bis zum 29. Februar 1992 war Rudi Ogrissek Ordentlicher Professor für Kartographie und leitete bis 31. Dezember 1990 auch den Wissenschaftsbereich Kartographie an der Sektion Geodäsie und Kartographie der Technischen Universität Dresden. Vom 1. September 1977 bis zum 30. September 1980 war er darüber hinaus Sektionsdirektor.
Die Schwerpunkte seiner wissenschaftlichen Arbeit lagen auf den Gebieten der Kartengestaltung, der Kartenredaktion, der theoretischen Kartografie sowie der Kartografiegeschichte. Von ihm stammt auch die weltweit erste Monografie zur theoretischen Kartografie, in deren Mittelpunkt sein Strukturmodell der Theoretischen Kartographie für Lehre und Forschung steht. Insgesamt hat die Arbeit von Rudi Ogrissek die Entwicklung sowohl in der praktischen, als auch in der theoretischen Kartografie in der Deutschen Demokratischen Republik wesentlich beeinflusst. Auch die kartografische Ausbildung an der Technischen Universität Dresden konnte von seinem Wirken stark profitieren.
Ogrissek verstarb 1999 in Dresden und wurde auf dem Friedhof Leubnitz-Neuostra beigesetzt.

## Veröffentlichungen (Auswahl)
- Dorf und Flur in der Deutschen Demokratischen Republik. Kleine historische Siedlungskunde; 1961
- Die Karte als Hilfsmittel des Historikers. Eine allgemeinverständliche Einführung in Entwurf und Gestaltung von Geschichtskarten; 1968
- Erkenntnistheoretische Grundlagen und Erkenntnisgewinnung in der Kartographie; 1982
- Brockhaus-ABC Kartenkunde; 1983 (Herausgeber)
- Theoretische Kartographie. Eine Einführung; 1987

## Mitarbeit in wissenschaftlichen Gremien
- Mitglied des Nationalkomitees für Geographie und Kartographie der Akademie der Wissenschaften der Deutschen Demokratischen Republik
- Mitglied der Kommission „Ausbildung“ und der Arbeitsgruppe „Theoretische Kartographie“ der Internationalen Kartographischen Vereinigung

## Ehrungen
- 1969: Ehrennadel des Ministeriums für Volksbildung der Deutschen Demokratischen Republik[1]
- 1983: Nationalpreis der Deutschen Demokratischen Republik II. Klasse für Wissenschaft und Technik im Kollektiv „für seine wissenschaftlichen Leistungen bei der Ausarbeitung und Gestaltung des ‚Atlas der Deutschen Demokratischen Republik‘“[1]
- 1986: Sámuel-Mikoviny-Medaille der Technischen Universität Miskolc für seine „Verdienste um die Entwicklung der Kartografie als Wissenschaft“[1]